# Lo sperone insanguinato
Lo sperone insanguinato (titolo orig. Saddle the Wind) è un film western del 1958 diretto da Robert Parrish, scritto da Rod Serling, prodotto da Armand Deutsch, e interpretato da Robert Taylor, Julie London e John Cassavetes. La pellicola fu girata in Metrocolor e CinemaScope.

## Trama
L'ex pistolero e soldato confederato Steve Sinclair vive come allevatore in un piccolo paesino dell'Ovest. Collabora col principale proprietario terriero della zona, Dennis Deneen (Donald Crisp), dal quale affitta il ranch, per preservare la stabilità della vallata. La sua tranquilla vita viene sconvolta dall'apparizione del fratello minore Tony (John Cassavetes), emotivamente instabile, e dalla bellissima nuova fidanzata, Joan Blake (Julie London). Che lavorava in un saloon come cantante, e che il giovane vuol sposare presto. Tony ha anche portato con sé una nuova pistola a sei colpi fatta a mano col grilletto limato. Esce in cortile per mostrare le sue capacità di estrazione rapida. La scena si conclude con Tony che finalmente scatta un'immagine di se stesso in una pozza d'acqua. Il fratello maggiore resta contrariato dalle scelte del fratello.
Anche un vecchio rivale di Steve, il sicario Larry Venables (Charles McGraw), arriva in paese alla ricerca di Steve. Tony, spavaldo, lo sfida. Quando un riluttante ma bellicoso Venables si distrae, Tony lo uccide. Il suo successo gli dà alla testa e si ubriaca, ignorando Joan. Steve è arrabbiato per la sparatoria e dice a suo fratello minore che Venable è stato uno dei pistoleri più veloci che abbia mai conosciuto, e che ha avuto fortuna.
Un nuovo problema sorge con l'arrivo di Clay Ellison (Royal Dano), un ex soldato nordista proveniente della Pennsylvania, che progetta di recintare una striscia di terra ereditata dal padre defunto. Il terreno è attualmente pascolato da bovini e fa parte dell'area aperta. Ellison ha in programma di coltivare grano sulla terra e di costruire filo spinato per tenere il bestiame lontano dalla proprietà. Tony tenta di scacciare Ellison, ma Steve interviene.
Ellison fa appello a Deneen, che accetta di difendere i diritti legali di Ellison sulla terra. Tuttavia, Tony uccide Ellison quando tenta di acquistare provviste in città. Deneen rompe i suoi legami con i Sinclair. Steve intende lasciare il ranch, ma Tony cerca di subentrare. Steve lo scaccia, ma Tony affronta Deneen e tenta di ucciderlo. Entrambi rimangono feriti nello scontro a fuoco. Gli uomini di Deneen accettano di lasciare che Steve trovi Tony se indossa le sue pistole che non indossa da anni. Tony è fuggito sulle colline. Quando Steve lo trova, Tony si spara facendo eco alla scena precedente in cui si era sparato nella pozza d'acqua. Steve dice al ferito Deneen che suo fratello è morto. Deneen lo convince a restare al ranch.